# Paprachiat

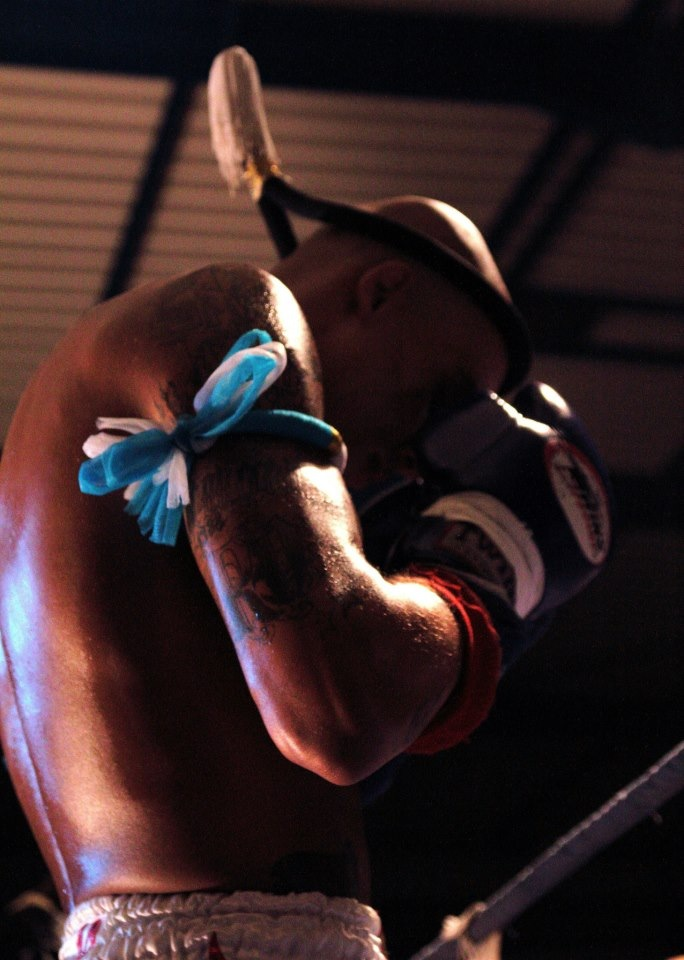
Pra Jiad

Paprachiat (em tailandês: ผ้าประเจียด; RTGS: prachiat; AFI: [pra.tɕìːət]), também conhecido como prajiad ou kruang ruang, trata-se de uma corda trançada que é usada num ou em dois braços (bíceps) de um lutador de muay thai. Apesar de no ocidente ter a finalidade de definir o nível de graduação do atleta, no seu país de origem, a Tailândia este conceito não é adquirido sendo que não passa de um simples objeto traditional no qual a cor depende apenas da preferência do lutador e não do nível de graduação que este exerce. Segundo os tailandeses, após benzê-lo e fazer alguns banhos com ervas sagradas, este objeto possui valores sagrados por forma a proteger o lutador, transmitindo-lhe sorte e proteção. Na Tailândia o prajied é utilizado como proteção e não como graduação, já no ocidente, as suas cores estão relacionadas com a padronização internacional da IFMA e do WMC.